# Rhododendron chrysocalyx
Rhododendron chrysocalyx là một loài thực vật có hoa trong họ Thạch nam. Loài này được H. Lév. & Vaniot miêu tả khoa học đầu tiên năm 1906.